# Tortuera
Tortuera é um município da Espanha na província de Guadalajara, comunidade autónoma de Castilla-La Mancha, de área 82,2 km² com população de 226 habitantes (2004) e densidade populacional de 2,75 hab/km².

## Demografia
| Variação demográfica do município entre 1991 e 2004 | Variação demográfica do município entre 1991 e 2004 | Variação demográfica do município entre 1991 e 2004 | Variação demográfica do município entre 1991 e 2004 |
| --------------------------------------------------- | --------------------------------------------------- | --------------------------------------------------- | --------------------------------------------------- |
| 1991                                                | 1996                                                | 2001                                                | 2004                                                |
| 274                                                 | 247                                                 | 226                                                 | 226                                                 |